# Tranströmers tornbagge
Tranströmers tornbagge (Mordellistena transtroemeriana) är en insektsart i familjen tornbaggar, uppkallad efter poeten Tomas Tranströmer.
Arten upptäcktes på Gotland 1981 och fick sitt namn 2011, i samband med Tranströmers 80-årsdag.